# Marry Me
Marry Me («Женись на мне») — песня в исполнении финской исполнительницы Кристы Сиегфридс, с которой она представила Финляндию на конкурсе песни «Евровидение 2013», который проходил с 14 по 18 мая 2013 года в Мальмё, Швеция. Авторами песни являются Криста Сиегфридс, Эрик Нюхольм, Кристофер Карлссон и Джессика Лундстрём.
Песня стала победителем национального отборочного тура, состоявшегося 9 февраля 2013 года в городе Эспоо.
Финская газета 7 päivää высказала предположение, что песня «Marry Me» является плагиатом c «Rokkikone» группы Popeda.
Несмотря на то, что сюжет песни вполне тривиален и в нём девушка просит своего молодого человека попросить её руки, в интервью газете The Independent певица Криста Сиегфридс заявила, что её песня призывает Финляндию одобрить закон о равноправном браке и в этой связи в хореографию выступления введён новый элемент с поцелуем между певицей и девушкой из подтанцовки.

## Список композиций
| №  | Название                        | Длительность |
| -- | ------------------------------- | ------------ |
| 1. | «Marry Me»                      | 3:02         |
| 2. | «Marry Me» (Eurovision Version) | 2:59         |

## Позиции в чартах
| Чарт (2013)                | Наивысшая позиция |
| -------------------------- | ----------------- |
| Suomen virallinen lista    | 6                 |
| Radiolista                 | 6                 |
| Германия (GfK)             | 84                |
| Tonlist                    | 29                |
| Ирландия (IRMA)            | 99                |
| Швеция (Sverigetopplistan) | 50                |
| UK Singles Chart           | 102               |